# SNCF Z 2N

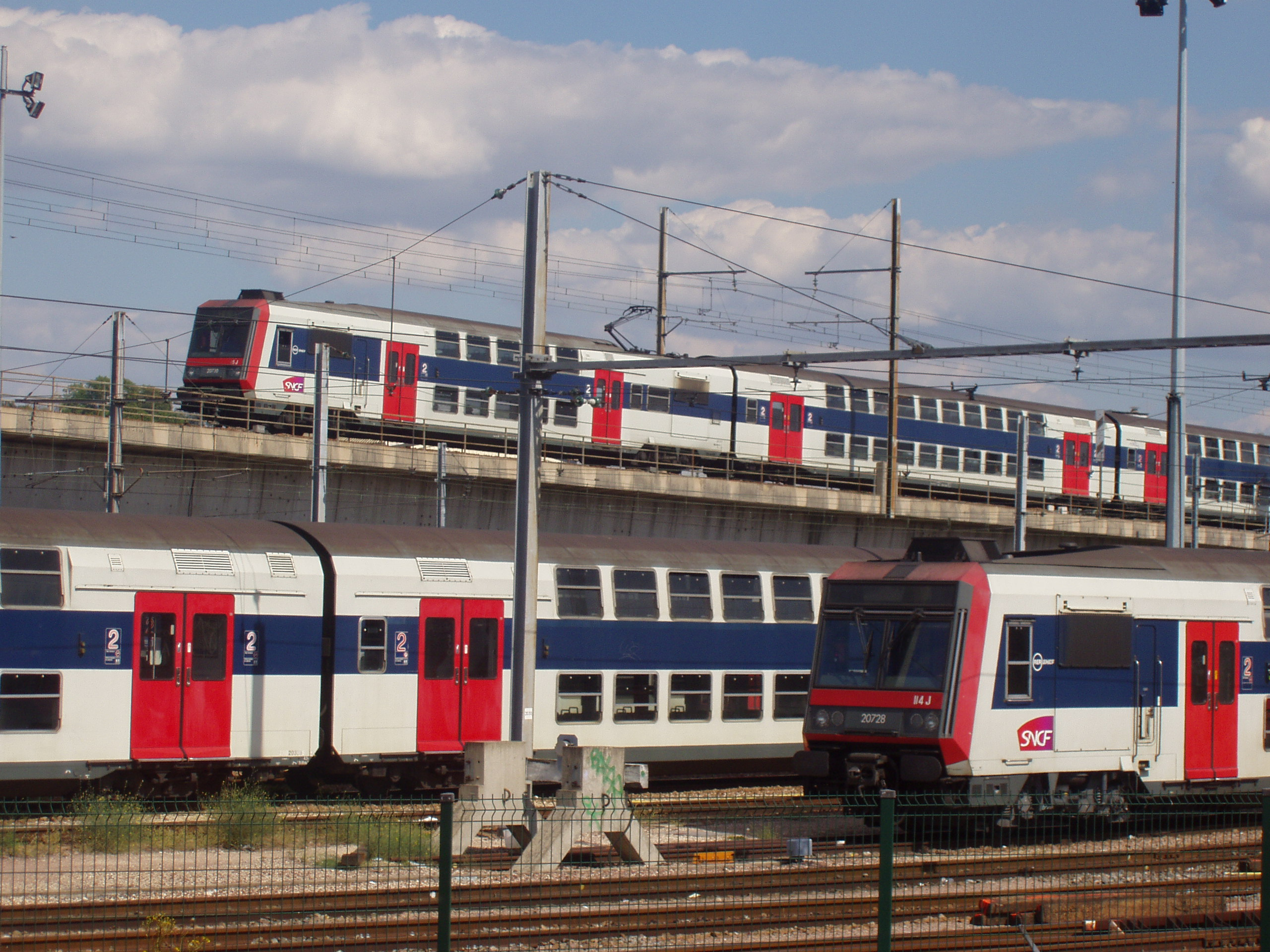
verschillende treinstellen Z 2N

Z 2N is de benaming voor een aantal technisch en optisch vrij gelijke dubbeldeks treinstellen van de SNCF die worden gebruikt op het Parijse voorstadsnetwerk. Het gaat om de materieelseries:
- Z 5600
- Z 8800
- Z 20500
- Z 20900
- Z 92050

Serie 450 de Renfe en Série 3500 da CP zijn vergelijkbaar.

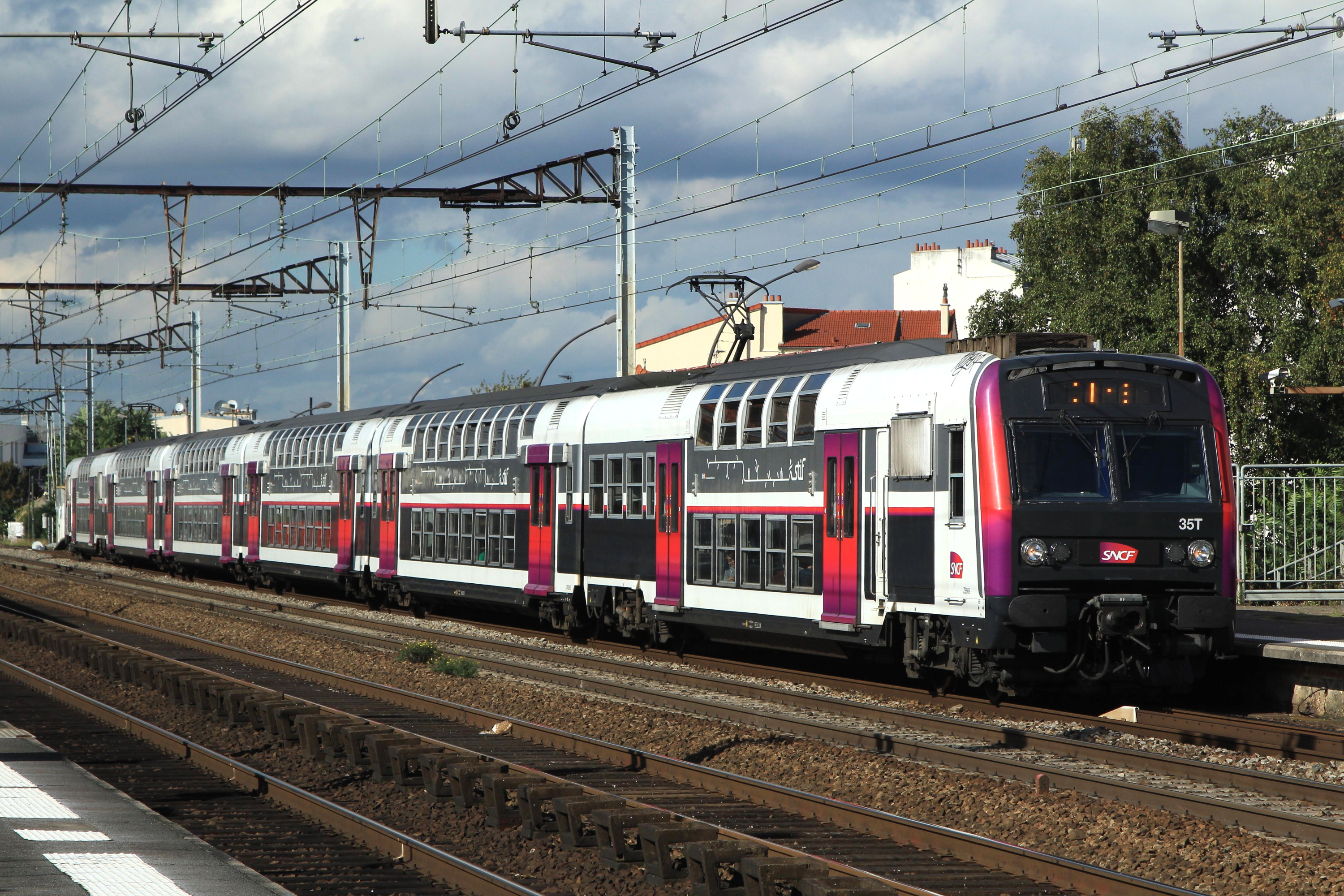
SNCF Z 5600
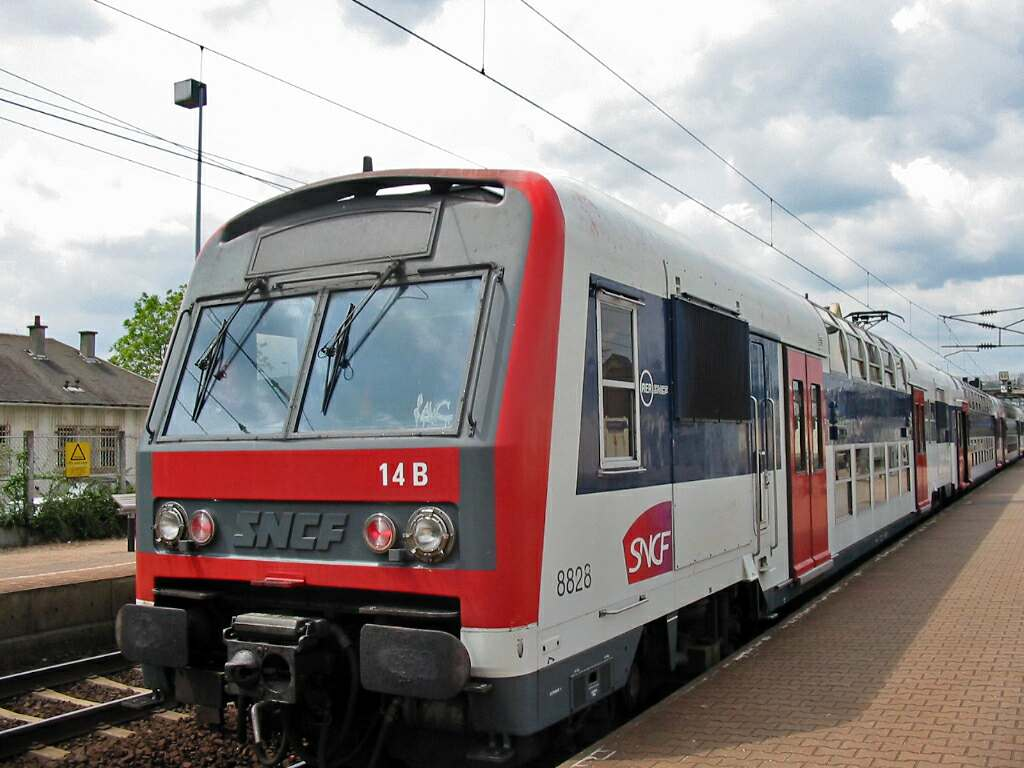
SNCF Z 8800
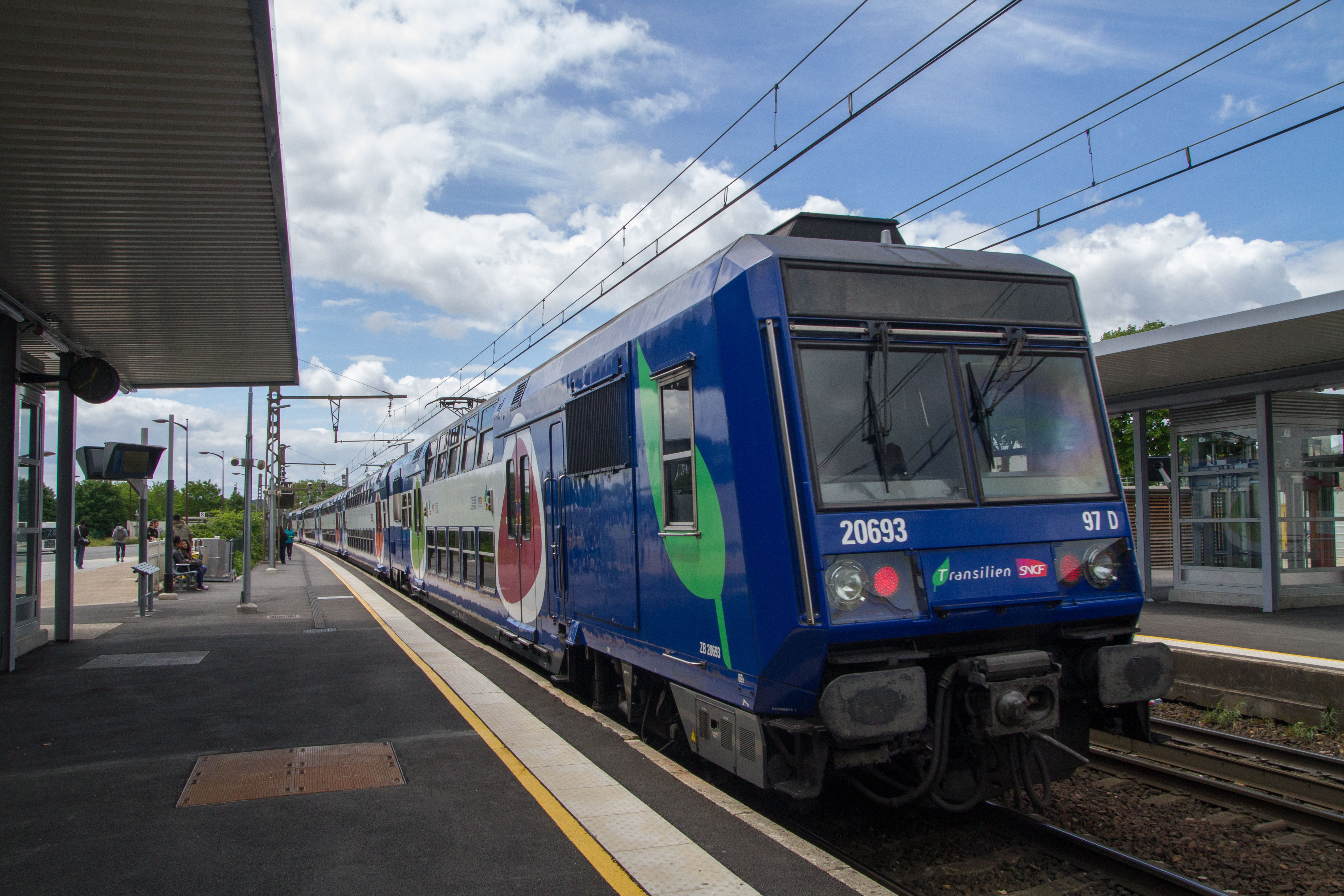
SNCF Z 20500
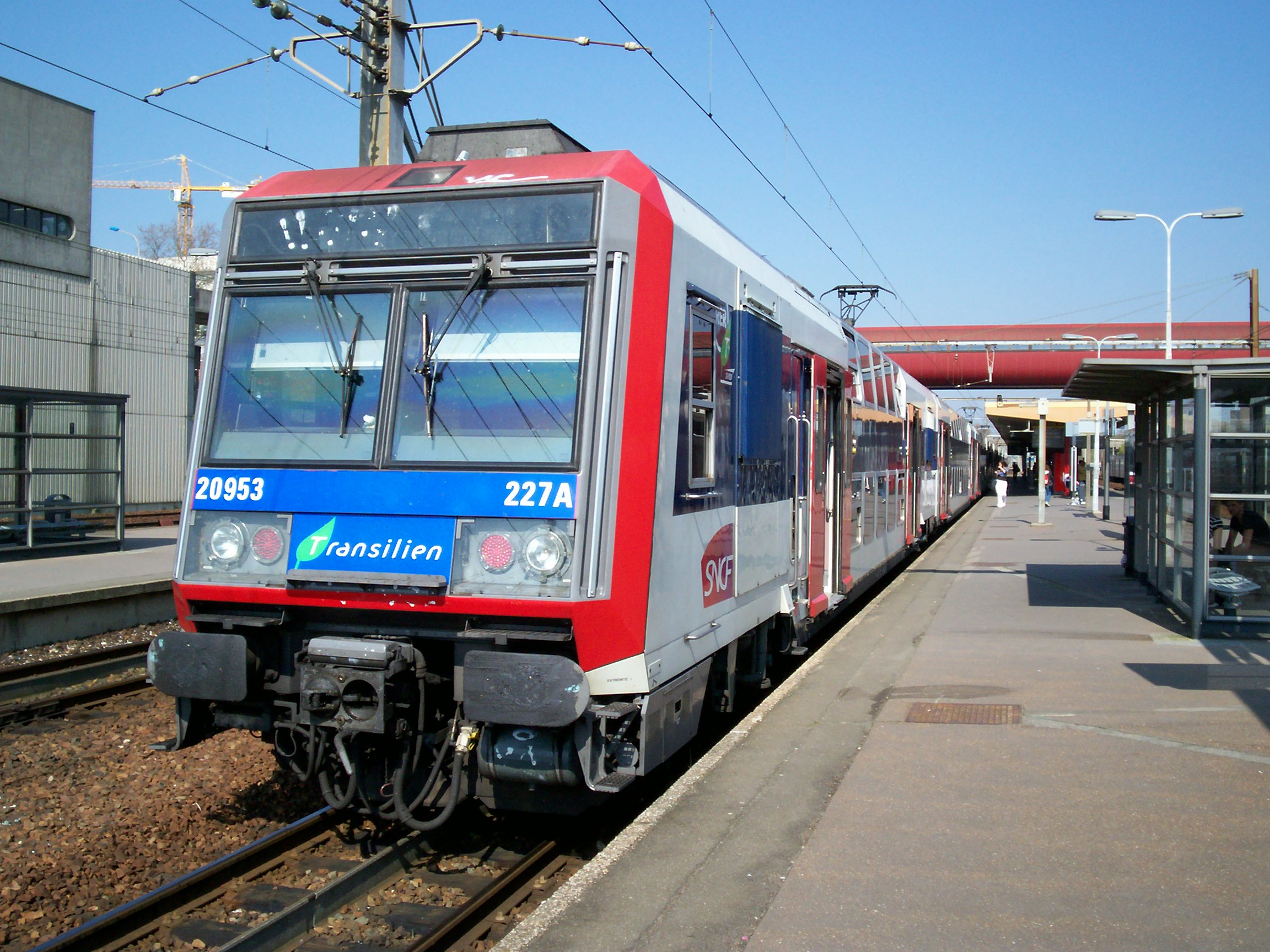
SNCF Z 20900
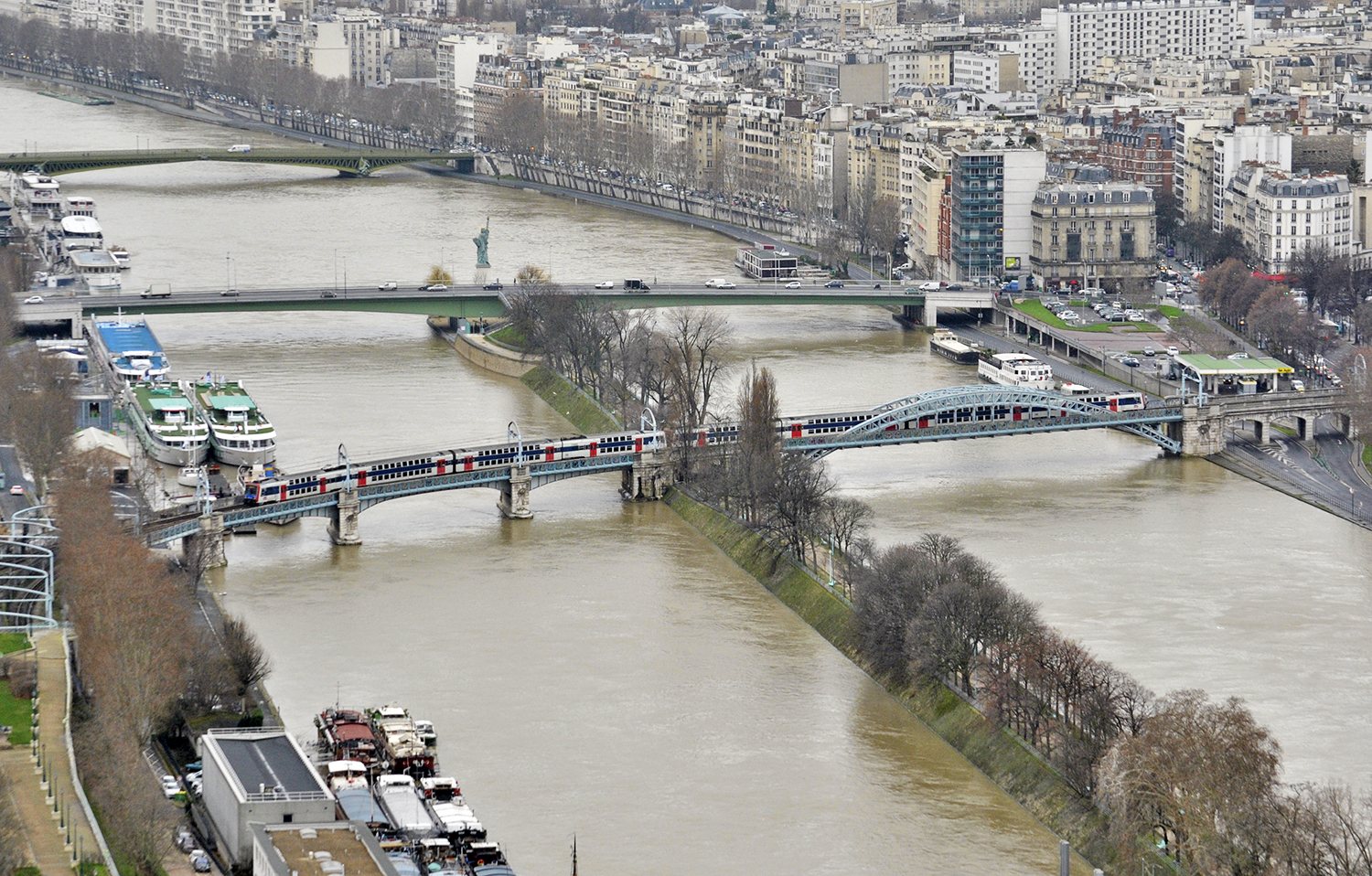
2 SNCF Z 20900 (uitzicht vanaf de Eiffeltoren)
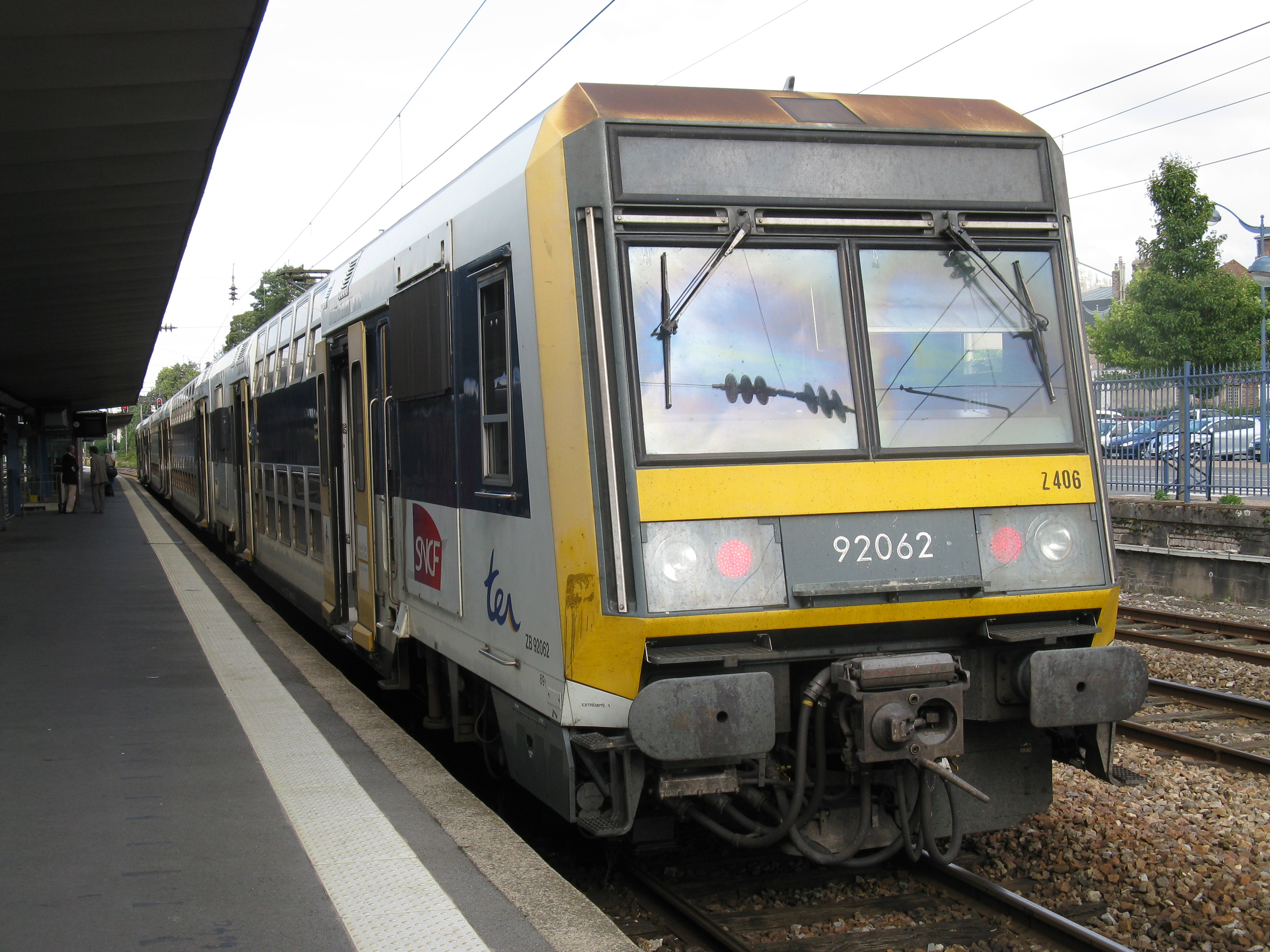
SNCF Z 92050
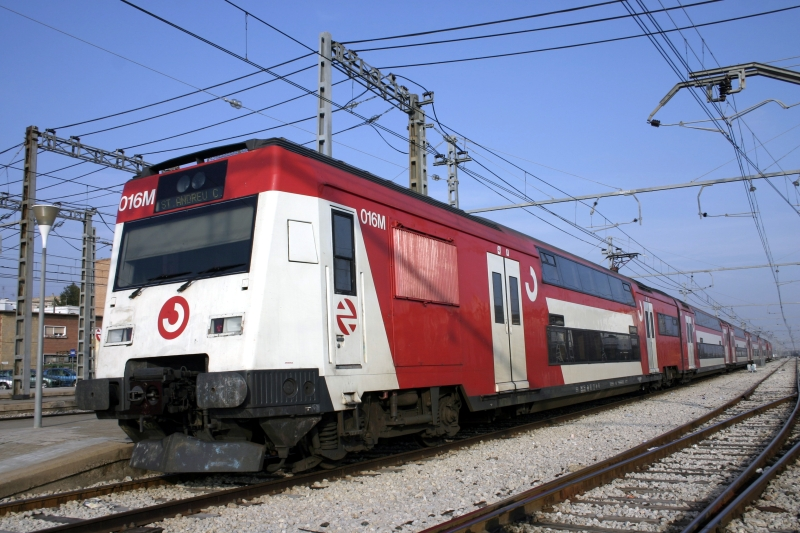
Serie 450 de Renfe
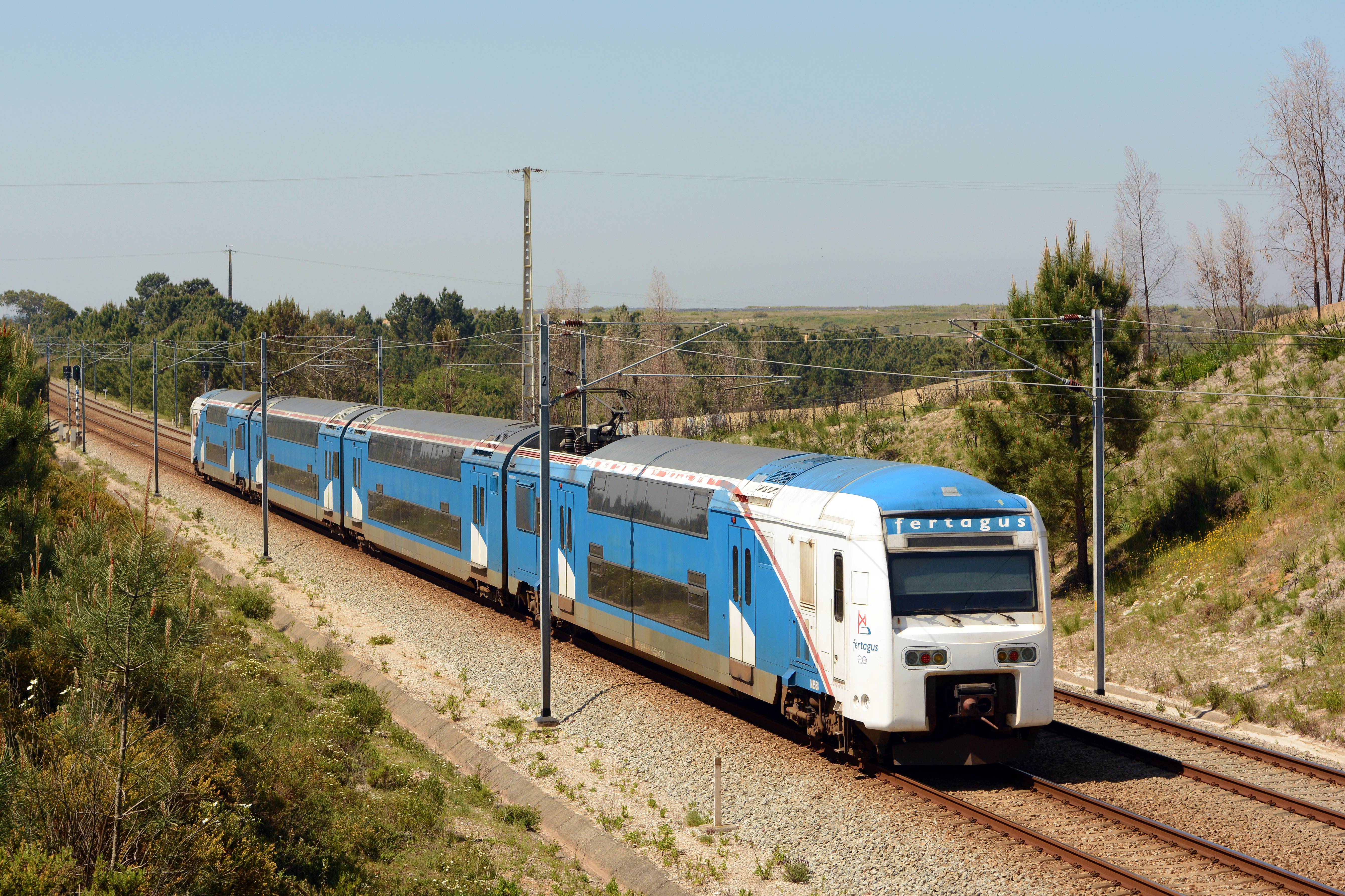
Série 3500 da CP